# Салимли, Мирбала Сейидаскер оглы
Мирбала Сейидаскер оглы Салимли (Салимов) (род. 5 апреля 1963, село Губалы Аджикабульского района, Азербайджанской ССР, СССР) — азербайджанский режиссёр театра и кино, сценарист. Заслуженный деятель искусств Азербайджана (2012).

## Краткая биография
С 1990 года член Союза театральных деятелей Азербайджана, с 2005 года член Конфедерации союза кинематографистов СНГ и стран Балтии и Союза кинематографистов Азербайджана, с 2006 года член Гильдии кинорежиссёров России.
Окончил с отличием Азербайджанский государственный институт искусств им. М. Алиева по специальности «актёр драматического театра и кино» (1985 г).
Окончил с отличием Высшее театральное училище им. Б. В. Щукина по специальности «режиссёр драматического театра» (1995г).
Окончил с отличием Высшие курсы сценаристов и режиссёров по специальности «режиссёр игрового фильма» (мастерская А. Ю. Германа и С. И. Кармалиты (2001).
В 2003—2004 годы проходил мастер-классы у режиссёра К. Занусси (Польша) и кинодраматурга Д. Бенке (Германия) в рамках программы АВАНТИ (Швейцария); в 2006—2007 — мастер-классы в рамках программы IFA-SC у кинодраматурга Клера Даунз (Великобритания).
Работает главным режиссёром Шекинского государственного драматического театра.
Заслуженный деятель искусств Азербайджана (2012 г). Лауреат Кинематографической премии Союза кинематографистов Азербайджана (2017 г.)

## Режиссёрская фильмография
- Человек и муха. Режиссёр и сценарист, «Умюд ТВ», 1999 г.
- Трудно быть богом. Фильм А. Германа. Режиссёр-стажер, к/с. «Ленфильм».
- Телефон доверия. Фильм Р. Ибрагимбекова. Второй режиссёр, режиссёр монтажа, исполнитель, к/с. «Ибрус», 2001 г.
- Невеста огня. («Одла гол-боюн»). Режиссёр-постановщик и сценарист, к/с. «Дебют-Азербайджанфильм», 2002 г.
- Скульптурная летопись Москвы. Док.фильм, режиссёр, сценарист, оператор, к/с. «Мир искусства», 2006 г.
- Шеки — узоры истории. Док.фильм, режиссёр-сценарист, к/с. «Яддаш», 2007 г.
- Моя школа. Док.фильм, режиссёр-сценарист, к/с. «Нариманфильм», 2008 г.
- Ольвия — мистерия счастья. Док.фильм, режиссёр-оператор, к/с. «Савонарола», 2010 г.
- Красный сад. Режиссёр-постановщик и сценарист, к/с. «Азербайджанфильм» и «ВайТМедиа», 2016 г.

## Основные операторские работы
- Завещание. Док. ф-м. 2000 г. к/с. «Мир искусства» (Лауреат "Серебряного диплома Московского Международного Фестиваля «ЗОДЧЕСТВО-2001»).
- Похищение Европы. Док. ф-м. 2002 г. к/с. «Мир искусства»
- Весёлый год Маяковского. Док. ф-м. 2003 г. к/с. «Мир искусства» (Лауреат «Золотого диплома» Московского Международного Фестиваля «ЗОДЧЕСТВО-2003»).
- Последний день Анастасии Цветаевой. Док.фильм, 2004 г. к/с. «Мир искусства»
- Сергей Есенин. Док.фильм, 2005 г. к/с. «Мир искусства»
- Живой Маяковский. Док. ф-м. 2005 г. к/с. «Мир искусства»
- Маршал трёх коронации. Док. ф-м. 2005 г. к/с. «Мир искусства»
- Чудо Даниила Хармса, Док.фильм, 2005 г. к/с. «Мир искусства»
- Двойная звезда. Док.фильм, 2006 г. к/с. «Фишка Фильм»
- Опыт частного сопротивления, Док.фильм, 2006 г. к/с. «Фишка Фильм»
- Река времен Бориса Зайцева. Док.фильм, 2006 г. к/с. «Мир искусства»
- Король натюрморта Илья Машков. Док.фильм, 2006 г. к/с. «Мир искусства»
- Ляля Чёрная. Док.фильм, 2007 г. к/с. «Фишка Фильм»
- Любовь Перова-Водкина. Док.фильм, 2007 г. к/с. «Фишка Фильм»
- Кульбин — дедушка русского футуризма. Док.фильм, 2008 г. к/с. «Мир искусства»
- Илья Зданевич. Многоликий Ильязд. Док.фильм, 2010 г. к/с. «Мир искусства»

## Основные режиссёрские постановки в театре
- 1989 г. Р. Ибрагимбеков «Похожий на льва»
- 1994 г. А. Несин «Торосский злодей»
- 1995 г. М. Карим «В ночь лунного затмения»
- 1996 г. Л. Соловев и В. Виткович «Салам, Мулла Насреддин»
- 1997 г. Н. Хикмет «Первый день праздника»
- 1998 г. Ш. Башбеков «Железная женщина»
- 1998 г. А. Амирли «Дитя мое — страдание мое»
- 1999 г. М. Ф. Ахундов «Приключения скряги»
- 2000 г. Х. Эчигарай «Великолепные сводники»
- 2001 г. Р. Ализаде «Путешествие Синдбада на остров счастья»
- 2002 г. Э. Де Филиппо «Призраки»
- 2002 г. Л. Соловев и В. Виткович «Приключения Мулла Насреддина»
- 2003 г. С. Мрожек «Счастливое событие»
- 2004 г. Г. Ибсен «Кукольный дом»
- 2005 г. Н. Везиров «Гаджи Гамбар»
- 2008 г. Ж. Б. Мольер «Скупой» (Премия «Золотой Дервиш» за режиссуру)
- 2009 г. А. Ахвердиев «Пери ведьма»
- 2009 г. М. Карим «В ночь лунного затмения»
- 2011 г. Ж. Б. Мольер «Жорж Данден или Одураченный муж»
- 2012 г. М. Ф. Ахундзаде «Храбрый скупец Гаджи Кара»
- 2013 г. Х. Эчигарай «Великолепные сводники»
- 2014 г. И. Эфендиев «Соединение влюбленных в аду». (Премия «Зирве» за спектакль)
- 2015 г. Х. Танер «...И мельница вращалась». (Медаль Халдун Танера за спектакль)
- 2016 г. Ш. Мехдиев «Груз совести»
- 2017 г. Х. Сайын «Звук барабана»
- 2019 г. Ж. Б. Мольер, М. Булгаков «Мнимой больной или да здравствует театр»

## Комментарии
1. ↑  Ныне — в Аджикабульском районе Азербайджана.